# دژیه ئیریه
دژیه ئیریه(به انگلیسی: Duzyaira) دیوی در اساطیر ایران در عصر باستان می‌باشد که به روایت تیشتر یشت، دیو خشکسالی و قحطی و از رقیبان تیشتر است.